# Toppen af Poppen Vol. 3
Toppen af Poppen Vol. 3 er et opsamlingsalbum med musikken fra tredje sæson af TV2-programmet Toppen af Poppen, der blev sendt fra august til september 2012. På albummet fortolker Sanne Salomonsen, Johnson, Mads Langer, Peter Belli, Nabiha, Kasper Winding, og Dicte hinandens sange. Albummet udkom den 24. september 2012 på Sony Music. Toppen af Poppen Vol. 3 debuterede på andenpladsen af album-hitlisten.

## Spor
CD1
1. Kasper Winding – "Kærligheden kalder"
2. Johnson – "Sui Sui"
3. Dicte – "Det er ikke det du siger"
4. Nabiha – "Woodoo"
5. Mads Langer – "Overgir mig langsomt"
6. Peter Belli – "Taxa"
7. Peter Belli – "Bawler hele dagen"
8. Kasper Winding – "Kender du det?"
9. Mads Langer – "Ikk Hate"
10. Sanne Salomonsen – "Kig forbi"
11. Nabiha – "Det passer"
12. Dicte – "Teriyaki"
13. Johnson – "Fact Fiction"
14. Nabiha – "Microscope"
15. Peter Belli – "Last Flower"
16. Dicte – "You're Not Alone"
17. Kasper Winding – "Wake Me Up in Time"
18. Sanne Salomonsen – "Too Close"
19. Nabiha – "Roll Over Beatles"
20. Sanne Salomonsen – "Ulven Peter"
21. Mads Langer – "København (Fra en DC 9)"
22. Johnson – "Ingen regning"
23. Kasper Winding – "Et underligt stof"
24. Dicte – "Blæksprutte-sangen"

CD2
1. Sanne Salomonsen – "Cracks in the Concrete"
2. Dicte – "Never Played the Bass"
3. Peter Belli – "Trouble"
4. Mads Langer – "Deep Sleep"
5. Johnson – "The Enemy"
6. Kasper Winding – "You"
7. Dicte – "Kom nu hjem"
8. Sanne Salomonsen – "Sjæl i flammer"
9. Mads Langer – "Alle har en drøm"
10. Nabiha – "Don't Take the Sunshine"
11. Johnson – "Fuck Dance Lets Art"
12. Peter Belli – "Lidt til og meget mer'"
13. Sanne Salomonsen – "Cinema Cafe"
14. Peter Belli – "Touch"
15. Kasper Winding – "She's Wild"
16. Mads Langer – "If This Is Cool"
17. Nabiha – "U-Turn"
18. Johnson – "Make It Alright"
19. Nabiha – "Never Played the Bass"
20. Peter Belli – "Pappa"
21. Mads Langer – "Fact Fiction"
22. Dicte – "No (Let Me Hear You Say)"
23. Kasper Winding – "Down the River High"
24. Johnson – "Hovedrollen"
25. Sanne Salomonsen – "Hjem"